# 垂玉温泉
垂玉温泉（たるたまおんせん）は、熊本県阿蘇郡南阿蘇村河陽にある温泉。阿蘇山の中央火口丘の西斜面を流れる垂玉川の脇にある。

## 泉質
- 単純硫化水素泉[1]

## 温泉街
唯一の宿として、日本秘湯を守る会の会員である山口旅館があったが、日帰り入浴施設「瀧日和」としてオープンした。すぐ隣に地獄温泉があるが、源泉が異なるため別の温泉として扱われている。現在は宿泊することができない。
瀧日和（旧山口旅館）は、1ヶ所の内湯と2ヶ所の露天風呂を持っている。
露天風呂（改装前：山口旅館、改装後：瀧日和）
改装前
滝の湯 - 混浴露天風呂。その名の通り、金龍の滝という滝の脇にある。
かじかの湯 - 男女別露天風呂。日替わりで男女が入れ替わる。
改装後
かじかの湯 - 女性専用露天風呂。4種類の異なる浴槽がある。
天の湯 - 男性専用露天風呂。岩造りとなっている。
内湯
改装前
天の湯 - 男女別。浴槽内に湯の花が多量に舞っている。
改装後
燈の湯 - 男女別。渓谷の景色を楽しめる。
改装後は、貸切風呂が3つ設置された。

## 歴史
創業は江戸時代末期の文化年間。1907年（明治40年）には与謝野鉄幹、北原白秋、吉井勇、木下杢太郎、平野万里ら、紀行文「五足の靴」を記した5人が当温泉に宿泊している。
1986年までは湯治客向けの自炊部もあったが、その後は旅館部のみの営業であった。
2016年の熊本地震では、温泉に通じる国道325号阿蘇大橋が崩落したほか周辺道路に地割れが発生するなど、2017年時点では、関係者以外通行できなくなっており、また旅館建物への被害だけでなく、泉源が土砂崩れで埋まった。
2021年4月16日、5年の歳月を経て、日帰り入浴施設「瀧日和」としてリニューアルオープンした。

## アクセス
- 鉄道 : 南阿蘇鉄道高森線長陽駅よりタクシーで約15分。
- 同線阿蘇下田城駅から乗合タクシー（要予約：400円/人）で約15分。
  - 過去には、産交バスによる路線バスが通っていたが、2011年1月31日をもって垂玉温泉バス停は廃止された。